# Лясовиці-Великі (Опольське воєводство)
Лясовиці-Великі (пол. Lasowice Wielkie, нім. Groß Lassowitz) — село в Польщі, у гміні Лясовиці-Великі Ключборського повіту Опольського воєводства.
Населення — 745 осіб (2011).

## Демографія
Демографічна структура станом на 31 березня 2011 року:
|          | Загалом | Допрацездатний вік | Працездатний вік | Постпрацездатний вік |
| -------- | ------- | ------------------ | ---------------- | -------------------- |
| Чоловіки | 354     | 57                 | 268              | 29                   |
| Жінки    | 391     | 66                 | 247              | 78                   |
| Разом    | 745     | 123                | 515              | 107                  |